# رافاييل مورايس
رافاييل مورايس (بالبرتغالية: Rafael Morais‏) هو ممثل برتغالي، ولد في 25 يونيو 1989 في البرتغال.

## وصلات خارجية
- رافاييل مورايس على موقع IMDb (الإنجليزية)
- رافاييل مورايس على موقع قاعدة بيانات الفيلم (الإنجليزية)